# جامعة ماركي التقنية
جامعة ماركي عديدة التقنيات (بالإيطالية: Università Politecnica delle Marche) هي جامعة إيطالية عامة مقرها مدينة أنكونا. أُنشئت سنة 1959، وبدأت الدراسة بها ـ كفرع من جامعة أوربينو ـ في نوفمبر من العام ذاته.

## مدارس الجامعة
تضم جامعة ماركي عديدة التقنيات 5 مدارس، هي:
- مدرسة الاقتصاد
- مدرسة الزراعة
- مدرسة الطب والجراحة
- مدرسة العلوم
- مدرسة الهندسة

## الدرجات العلمية
تمنح الدرجات العلمية في المرحلة الجامعية الأولى ومرحلة الدراسات العليا في كل من الزراعة والهندسة والاقتصاد والطب وعلم الأحياء.

## العاملون بالجامعة
تضم هيئة التدريس بالجامعة حاليًا حوالي 710 أساتذة ومساعدي تدريس وباحثين، إلى جانب 560 من الموظفين التقنيين والإداريين.

## وصلات خارجية
- الموقع الرسمي للجامعة (بالإيطالية) (بالإنجليزية) (بالألمانية)